# فغر الصدر
فغر الصدر (بالإنجليزية: Thoracostomy)‏ هو إنشاء جرح أو ثقب في جدار الصدر والحفاظ عليه مفتوحا لغرض النزح. تستخدم هذه الطريقة لعلاج استرواح الصدر ويجريها الجراحون أو أطباء الطوارئ بواسطة أبرة أو أنبوب.
عادة ما يحصل الالتباس ما بين فغر الصدر وبضع الصدر (بالإنجليزية: Thoracotomy)‏ والذي يحتاج إلى جرح أكبر للوصول إلى أعضاء داخل الجسم.

## الاستعمال الطبي
يستعمل لإزالة الهواء أو الدم أو السوائل الأخرى المتجمعة في تجويف الجنبة. يزال الهواء كما في حالة استرواح الصدر بواسطة أبرة فغر الصدر، أما السوائل فيستخدم أنبوب فغر الصدر.

## موانع الاستخدام
لا توجد مضادات استطباب مطلقة، لكن هنالك مضادات استطباب نسبية مثل وجود اعتلالات خثرية، لكن في الظروف الطارئة فهنالك ضرورة تخليص الرئة من تجمع السوائل.